# 어퍼빌 전투
어퍼빌 전투(Battle of Upperville)는 1863년 6월 21일, 버지니아주 라우던 카운티에서 벌어진 전투로, 미국 남북전쟁의 게티즈버그 전역의 일부다.
북군 기병대는 남군 젭 스튜어트 소장의 기병대를 돌파하기로 결정했다. 스튜어트는 라우던 계곡에서 북군의 알프레드 플레손튼 기병대가 로버트 리의 북버지니아군 본대를 찾아내지 못하도록 지연 작전을 벌이는 중이었다. 셰넌도어 계곡에서 북버지니아군 대부분은 작은 마을인 어퍼빌 서쪽에 머물러 있었다. 스튜어트는 천천히 서쪽으로 퇴각하면서 앨디(Aldie)와 미들버그 전투에서 좁은 산골짜기, 하천, 돌담 등을 자신의 이점으로 이용하여 북군을 늦추었다. 그는 어퍼빌 근처에서 대기하기로 결정했고, 북군 기병대가 셰넌도어 계곡으로 진입하는 것을 잘 막아내고 있었다

## 구즈 크리크
6월 19일 미들버그에서 싸운 후, 큰 폭풍우가 밤 사이에 내려 6주간 계속되던 가뭄을 끝내고 라우던 계곡을 적셨다. 억수같은 폭우 속에서, 남군 기병대의 웨이드 햄프턴 3세 여단이 젭 스튜어트를 증원했고, 애쉬비 턴 파이크를 따라 비벌리 로버트슨 여단 근처에 배치되었다. 존 R. 챔블리스 여단은 북쪽으로 이동하여 유니슨 근처에 주둔하고 있던 윌리엄 존스의 부대와 합류했다. 토마스 T. 문포드 여단은 여전히 더 북쪽 지역에서 스니커스빌 통로로 가는 접근로를 엄호하고 있었다. 존 모스비가 이끄는 게릴라 부대는 북군 위치를 정찰하여 남군의 이동에 필요한 많은 정보를 제공했다.
말에서 내린 기병들을 돌담 벽 뒤에 은폐시킨 스튜어트의 탁월한 전법에 혼쭐이 난 북군 기병대 지휘관 알프레드 플레손튼은 6월 20일에 조지 미드 소장의 5 군단으로부터 보병부대를 지원받았다. 플레손튼은 여전히 리의 주력 보병 군단의 위치를 파악하지 못하고 있었다. 리의 현재 위치를 파악하는 것은 전쟁성으로부터 완수하라고 재촉받고 있던 임무였다. 스튜어트를 거점에서 끌어내려고 노력하면서 플레손튼은 예비로 있던 스트롱 빈센트의 보병 여단의 지원을 받아 저드슨 킬패트릭 여단을 애쉬비갭 도로로 보냈고, 데이비드 맥머트리 그레그 기병 사단이 예비대로 대기했다. 존 뷰퍼드 사단은 측면을 우회하려고 시도할 예정이었다.
스튜어트는 사바스에서 지친 병사들을 쉬게 했으나, 북군 포병대가 오전 8시에 주둔지를 향해 포격을 하는 바람에 그 희망은 이뤄지지 못했다. 킬패트릭 기병대의 공격을 막아낸 후, 스튜어트는 돌담과 좁은 골짜기, 그리고 하천을 효율적으로 이용해 북군 보병부대의 공격을 피해 물러났다. 스튜어트는 구즈 천에 세워진 돌다리를 지나는 렉터 교차로 서쪽의 작은 마을에서 2시간여 동안 반복되는 북군 미시간 16 연대 및 기병대의 공격을 막을 수 있었다. 북군은 그곳에 정찰대와 명사수(sharpshooter)들을 보내 남군 포병들을 저격하려고 했다.
북군 병사들의 진격에 앞서서, 남군 포병들은 방열했던 대포를 다시 말(馬)에 연결하고 자리에서 벗어나려고 했지만, 북군의 블레이클리 포는 남군 포병들이 서두르자 그들을 마구 두들겼다. 스튜어트 기병대는 처음으로 대포를 잃었다. 남은 3문의 대포 중 2문도 곧 사용 불능 상태가 되었지만, 스튜어트는 여전히 여전히 지연 작전을 벌이며 어퍼빌을 향해 서쪽으로 철수했다.

## 어퍼빌
존 뷰퍼드의 북군 기병대는 어퍼빌 주변에 배치된 새로운 남군의 좌익을 공격하기 위해 우회하고 있었고, J. 어빙 그레그와 저드슨 킬패트릭 여단은 애쉬비 갭 턴파이크(Ashby's Gap Turnpike)를 따라 진격했다. 뷰퍼드는 곧 어퍼빌 북쪽에서 스튜어트의 보급 마차 대열을 호위하고 있던 남군 "투덜이" 존스와 챔블리스 여단과 교전을 벌이기 시작했다. 반면에 킬패트릭은 햄프턴과 로버트슨을 빈야드 언덕(Vineyard Hill)로 알려진 어퍼빌 동쪽의 능선에서 공격했다.
혼전 끝에 마침 남군 보병부대가 포토맥 강을 건너 메릴랜드주로 진입했다는 소식에 스튜어트는 애쉬비갭에서 강력한 방어진지를 확보하고자 철수했다. 기병대의 정찰 활동이 줄어들면서 스튜어트는 마침내 게티스버그로 향하는 북군을 우회하여 북군 후방인 동쪽을 기습한다는 치명적인 결정을 내렸다.
어퍼빌은 스튜어트가 플레손튼이 리의 보병 사단들의 정확한 위치를 파악하지 못하게 하는 지연 전술을 위해 중요한 곳이었다. 스튜어트는 리의 북버지니아군과 북군 포토맥군이 점점 가까워지는 결정적인 순간에 스튜어트는 브랜디역 전투에서 당한 수모를 씻겠다며 자리를 비웠던 것이다.

## 참고 문헌
다음은 영어판의 참고 문헌이다.
- 미국 국립공원 서비스의 전투 상세 항목 보관됨 2006-10-13 - 웨이백 머신
- O'Neill, Robert F., The Cavalry Battles of Aldie, Middleburg and Upperville: Small But Important Riots, June 10-27, 1863, Lynchburg, Virginia: H.E. Howard, 1993, ISBN 1-56190-052-4.